# Битка код Виченце
Битка код Виченце (10. јуна 1848), аустријска победа у Првом рату за уједињење Италије.

## Битка
Италијанске снаге под командом генерала Ђовани Дуранда (око 18.000 људи заједно са италијанским добровољцима) утврдиле су се јужно од Виченце. Прем њима је напредовала аустријска војска (око 25.000 људи) под командом Јозефа Радецког. Да би сломили снажан отпор Пијемонтеза с утврђених положаја јужно од Виченце, Аустријанци су са 1. корпусом кренули из рејона Монтебела и Лонгаре, на висове Монте Берико (итал. Monte Berico), а 2. корпусом из рејона Тори де Квартесола (итал. Torri di Quartesolo) на југоисточни и источни одбрамбени појас града, угрожавајући ширим обухватом одступницу бранилаца. Кад су заузели све доминирајуће положаје испред града и почели да га бомбардују, Дурандо је потписао примирје.